# Autorité héraldique du Canada
L'Autorité héraldique du Canada est un organe de la Couronne du Canada, chargé de l'héraldique dans ce pays. 
Cette autorité est responsable de la création et concession d'armoiries, des drapeaux et d'insignes pour les citoyens canadiens, les résidents permanents et les personnes morales du pays. L'Autorité enregistre aussi les armoiries déjà existantes ayant été attribuées par d'autres autorités héraldiques reconnues, approuve les insignes et drapeaux militaires des forces armées canadiennes, enregistre les informations généalogiques liées à la concession des armoiries, et fournit des informations sur les pratiques héraldiques. 
Elle est rattachée à la chancellerie des Honneurs et dépend donc directement du monarque canadien et de son gouverneur général du Canada. Elle est dirigée par le Héraut d'armes du Canada. 
Depuis sa fondation en 1988, l'Autorité héraldique est égale au College of Arms anglais ou à la Cour du Lord Lyon en Écosse.

## Liste des Hérauts d'armes du Canada
- 1988 - 2007: Robert Watt
- 2007 - 2020: Claire Boudreau
- Depuis 2020: Samy Khalid